# Mistrzostwa świata kobiet w szachach 2023
Mistrzostwa świata kobiet w szachach 2023 – mecz szachowy o tytuł indywidualnej mistrzyni świata w szachach klasycznych został rozegrany między mistrzynią świata 2021, Ju Wenjun, a czołową chińskią arcymistrzynią, Lei Tingjie, między 4 a 24 kwietnia 2023 w Szanghaju i Chongqing. Mecz zakończył się zwycięstwem Ju Wenjun w stosunku 6½:5½..

## Wyłonienie pretendentki
Turniej kwalifikacyjny do mistrzostw świata kobiet (turniej pretendentek 2022) odbył się w postaci ośmioosobowego, dwugrupowego turnieju pucharowego w Monako (24 października – 6 listopada 2022) i Chiwie (28 listopada – 11 grudnia 2022). Zwyciężczynie obu grup (odpowiednio Lei Tingjie i Tan Zhongyi) rozegrały ze sobą finał w chińskim mieście Chongqing między 27 marca a 6 kwietnia 2023, w którym z wynikiem 3.5:1.5 zwyciężyła Lei Tingjie.
W przypadku równego wyniku w partiach klasycznych zawodniczki rozgrywały partie szybkie i błyskawiczne (tempem 15'+10'', później 5'+3'' i 3'+2'').

### Grupa A - Monako
| Zawodniczka   | Ranking | Partie klasyczne | Partie klasyczne | Partie klasyczne | Partie klasyczne | Punkty | Dogrywka | Dogrywka | Dogrywka | Dogrywka | Razem |
| Zawodniczka   | Ranking | 1                | 2                | 3                | 4                | Punkty | 5        | 6        | 7        | 8        | Razem |
| ------------- | ------- | ---------------- | ---------------- | ---------------- | ---------------- | ------ | -------- | -------- | -------- | -------- | ----- |
| Humpy Koneru  | 2546    | 1                | ½                | ½                | 0                | 2      | ½        | ½        | ½        | 0        | 3½    |
| Anna Muzyczuk | 2520    | 0                | ½                | ½                | 1                | 2      | ½        | ½        | ½        | 1        | 4½    |

| Zawodniczka     | Ranking | Partie klasyczne | Partie klasyczne | Partie klasyczne | Partie klasyczne | Punkty |
| Zawodniczka     | Ranking | 1                | 2                | 3                | 4                | Punkty |
| --------------- | ------- | ---------------- | ---------------- | ---------------- | ---------------- | ------ |
| Marija Muzyczuk | 2510    | 0                | ½                | ½                | ½                | 1½     |
| Lei Tingjie     | 2550    | 1                | ½                | ½                | ½                | 2½     |

| Zawodniczka     | Ranking | Partie klasyczne | Partie klasyczne | Partie klasyczne | Partie klasyczne | Punkty |
| Zawodniczka     | Ranking | 1                | 2                | 3                | 4                | Punkty |
| --------------- | ------- | ---------------- | ---------------- | ---------------- | ---------------- | ------ |
| Marija Muzyczuk | 2510    | ½                | ½                | ½                | 0                | 1½     |
| Lei Tingjie     | 2550    | ½                | ½                | ½                | 1                | 2½     |

### Grupa B - Chiwa
| Zawodniczka            | Ranking | Partie klasyczne | Partie klasyczne | Partie klasyczne | Partie klasyczne | Punkty |
| Zawodniczka            | Ranking | 1                | 2                | 3                | 4                | Punkty |
| ---------------------- | ------- | ---------------- | ---------------- | ---------------- | ---------------- | ------ |
| Aleksandra Kostieniuk  | 2501    | ½                | ½                | 0                | ½                | 1½     |
| Aleksandra Goriaczkina | 2553    | ½                | ½                | 1                | ½                | 2½     |

| Zawodniczka    | Ranking | Partie klasyczne | Partie klasyczne | Partie klasyczne | Partie klasyczne | Punkty | Dogrywki | Dogrywki | Dogrywki | Dogrywki | Razem |
| Zawodniczka    | Ranking | 1                | 2                | 3                | 4                | Punkty | 5        | 6        | 7        | 8        | Razem |
| -------------- | ------- | ---------------- | ---------------- | ---------------- | ---------------- | ------ | -------- | -------- | -------- | -------- | ----- |
| Kateryna Łahno | 2542    | ½                | ½                | ½                | ½                | 2      | 0        | ½        | ½        | ½        | 3½    |
| Tan Zhongyi    | 2553    | ½                | ½                | ½                | ½                | 2      | 1        | ½        | ½        | ½        | 4½    |

| Zawodniczka            | Ranking | Partie klasyczne | Partie klasyczne | Partie klasyczne | Partie klasyczne | Punkty |
| Zawodniczka            | Ranking | 1                | 2                | 3                | 4                | Punkty |
| ---------------------- | ------- | ---------------- | ---------------- | ---------------- | ---------------- | ------ |
| Aleksandra Goriaczkina | 2553    | ½                | ½                | ½                | 0                | 1½     |
| Tan Zhongyi            | 2553    | ½                | ½                | ½                | 1                | 2½     |

### Finał turnieju pretendentek - Chongqing
| Zawodniczka | Ranking | Partie klasyczne | Partie klasyczne | Partie klasyczne | Partie klasyczne | Partie klasyczne | Punkty |
| Zawodniczka | Ranking | 1                | 2                | 3                | 4                | 5                | Punkty |
| ----------- | ------- | ---------------- | ---------------- | ---------------- | ---------------- | ---------------- | ------ |
| Tan Zhongyi | 2553    | 1                | 0                | ½                | 0                | 0                | 1½     |
| Lei Tingjie | 2550    | 0                | 1                | ½                | 1                | 1                | 3½     |

## Zasady regulaminowe meczu
Pojedynek według regulaminu został rozegrany na dystansie czternastu partii z czasem 90 minut dla zawodniczki na wykonanie pierwszych 40 posunięć w partii, i dodatkowymi 30 minutami na dokończenie partii. Ponadto, po każdym ruchu zawodniczki otrzymywały dodatkowe 30 sekund. Zwyciężczynią została pierwsza zawodniczka, który zdobyła 6,5 punktu.
W przypadku remisu po dwunastu partiach nastąpiłyby dogrywki.

### Dogrywki
W I etapie dogrywki przewidziane były cztery partie szachów szybkich z tempem 25 minut na partię oraz 10 sekundami dodawanymi po każdym wykonanym ruchu.
W przypadku kolejnego równego wyniku rozegrany zostałby II etap - dwie partie z czasem 5 minut na partię oraz 3 sekundami dodawanymi po każdym wykonanym ruchu. Jeżeli wynik tego etapu dogrywki byłby remisowy, zostałby on powtórzony.
Jeżeli wynik dogrywek dalej byłby równy, zostałby rozegrany III etap - partia błyskawiczna z tempem 3 minut na partię oraz 2 sekundami dodawanymi po każdym wykonanym ruchu. Wtedy cały mecz zostałby rozstrzygnięty pierwszym decyzyjnym wynikiem partii trzeciego etapu.

### Nagrody finansowe
Pula nagród Mistrzostw Świata kobiet w szachach klasycznych 2023 wyniosła milion euro. Zwyciężczyni meczu otrzymała 60% tej kwoty, natomiast przegrana 40% (w przypadku dogrywek zwyciężczyni otrzymałaby 55%, a przegrana 45%).

## Wyniki
| Zawodniczka | Ranking | Partie klasyczne | Partie klasyczne | Partie klasyczne | Partie klasyczne | Partie klasyczne | Partie klasyczne | Partie klasyczne | Partie klasyczne | Partie klasyczne | Partie klasyczne | Partie klasyczne | Partie klasyczne | Punkty |
| Zawodniczka | Ranking | 1                | 2                | 3                | 4                | 5                | 6                | 7                | 8                | 9                | 10               | 11               | 12               | Punkty |
| ----------- | ------- | ---------------- | ---------------- | ---------------- | ---------------- | ---------------- | ---------------- | ---------------- | ---------------- | ---------------- | ---------------- | ---------------- | ---------------- | ------ |
| Lei Tingjie | 2550    | ½                | ½                | ½                | ½                | 1                | ½                | ½                | 0                | ½                | ½                | ½                | 0                | 5½     |
| Ju Wenjun   | 2559    | ½                | ½                | ½                | ½                | 0                | ½                | ½                | 1                | ½                | ½                | ½                | 1                | 6½     |